# Monetaria moneta
Monetaria moneta (nomeada, em inglês, money cowrie e, em português, cipreia-moeda, cauri ou caurim; também chamada de búzio pelas religiões de matriz africana) é uma espécie de molusco gastrópode marinho pertencente à família Cypraeidae da ordem Littorinimorpha. Foi classificada por Linnaeus, com a denominação Cypraea moneta, em 1758, na obra Systema Naturae. É nativa do Indo-Pacífico, desde as costas da África Oriental até as ilhas Galápagos, no Equador; considerada a espécie-tipo de seu gênero.

## Descrição da concha e hábitos
Concha grossa e variável, um pouco achatada e angular, com 2.5 centímetros até pouco mais de 4.5 centímetros de comprimento. Suas margens podem ser fortemente calejadas, particularmente no seu topo. Abertura estreita e com poucos dentes no lábio externo e columela, fortes e curtos. Sua superfície aporcelanada é amarelo-esverdeada, com três faixas azuis-acinzentadas.

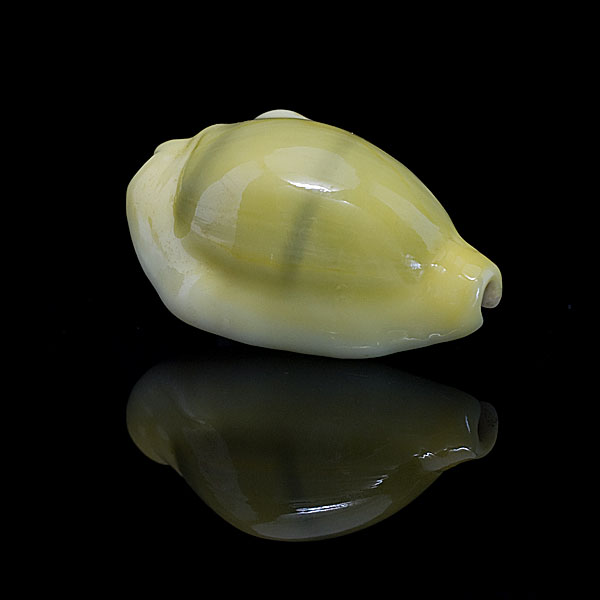
Concha de M. moneta, vista superolateral.

É encontrada em águas rasas da zona nerítica, em lagoas de arrecifes.

## Distribuição geográfica
Esta espécie ocorre nas costas do leste do Mar Mediterrâneo e leste da África, e sul da Arábia, no Mar Vermelho e em Comores, Somália, Quênia, Tanzânia, Moçambique, Seychelles, Maurícia e Madagáscar, na África Oriental, e África do Sul; até Austrália, ilhas Salomão, Vanuatu, Nova Caledônia, e atingindo as ilhas Galápagos, no Equador.

## Utilização deMonetaria monetapelo Homem
Conchas de Monetaria moneta foram utilizadas como vestimentas em rituais, decorando os corpos de dançarinos africanos bobôs, que almejavam favores especiais do mundo espiritual, no Mali; também usadas como moeda ("moneta" = "moeda"), junto com Monetaria annulus, em muitas partes de sua área de distribuição, permanecendo como um item divinatório em tribos animistas na África tropical. Na China, mil anos antes de Cristo, já se faziam pagamentos com tais conchas; posteriormente sendo usadas na Índia, do século X ao século XVIII, na Tailândia do século XVII e na África do século XIX; desvalorizando-se rapidamente, como moeda, na última metade do século. Nas religiões de matriz africana do Brasil, elas são usadas pelos médiuns para identificar os orixás que norteiam cada pessoa (no jogo de búzios); também servindo como amuleto, se benzidas em rituais, ou em colares ao redor do pescoço.

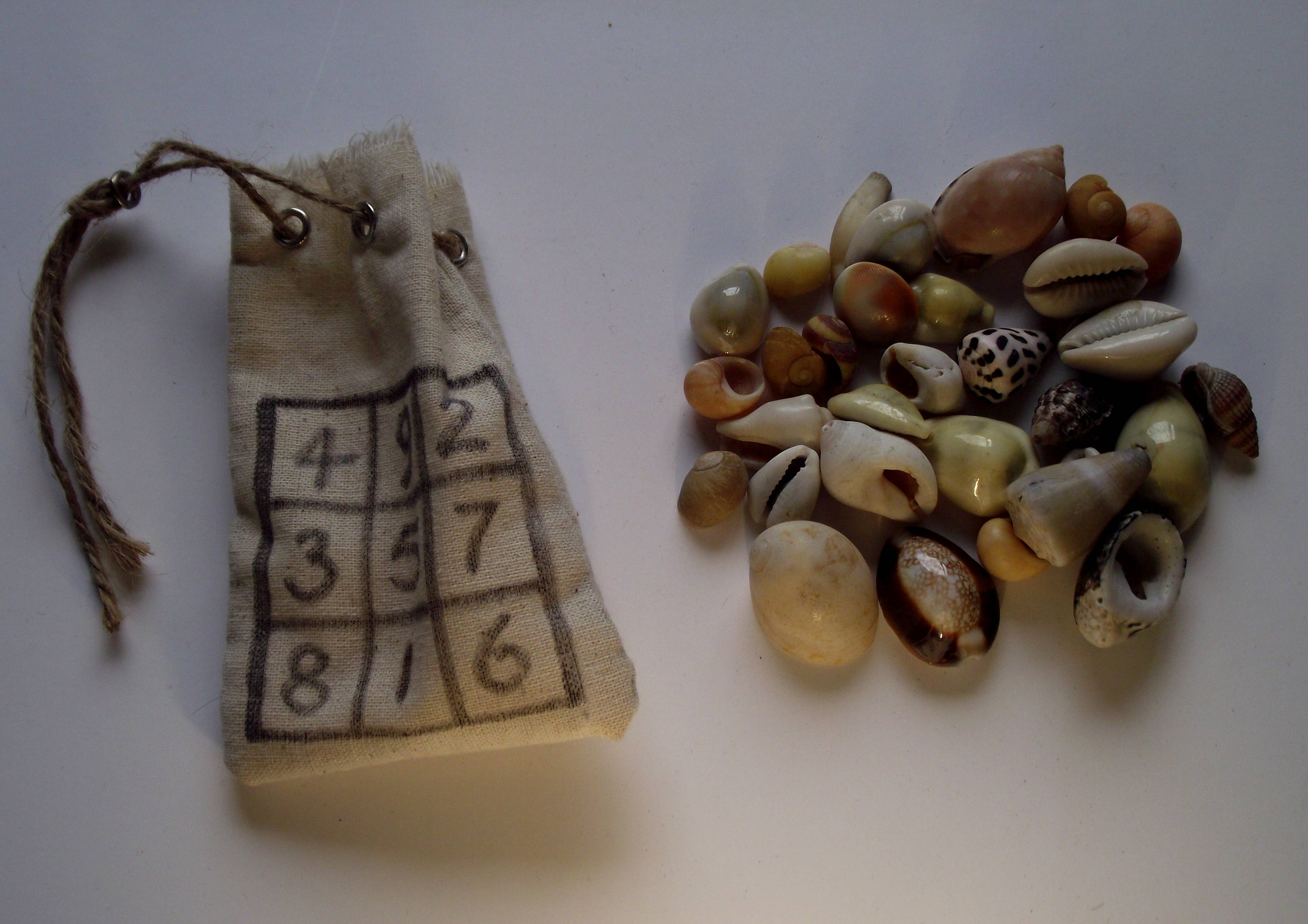
Fotografia de um conjunto de conchas marinhas utilizadas para divinação, contendo espécimes de M. moneta.